# Made in the USA
«Made in the USA» es una canción de Demi Lovato, perteneciente a su cuarto álbum de estudio, Demi, de 2013. La discográfica Hollywood Records la lanzó como el segundo sencillo del disco el 16 de julio de 2013 en las radios de los Estados Unidos. La intérprete la compuso junto a Jonas Jeberg, Corey Chorus, Jason Evigan y Blair Perkins y el primero de estos la produjo. Líricamente, habla sobre la «celebración de un amor eterno americano».

## Antecedentes
«Made in the USA» fue escrita originalmente por Jonas Jeberg, Corey Chorus, Jason Evigan y el cantante de R&B Blair Perkins. En un principio, iba a ser grabada por Perkins;
sin embargo, Mio Vukovic, el A&R de Demi, la escuchó y «supo que estaba destinada para Lovato». Debido a esto, modificaron la producción original para que encajara con la estética de la intérprete. Cuando terminaron de arreglar la producción, se la mostraron a la cantante, quien «la amó» y decidió grabarla. En el estudio, le hizo unos cambios a la letra original y empezó a hablar de cómo la canción se relacionaba con su vida. Según  Evigan, la versión anterior sonaba como una canción de Chris Brown cuando era joven, mientras que la de ahora «tiene una vibra country». 
Evigan también colaboró con otros temas de Demi: «Heart Attack», «Two Pieces» y «Never Been Hurt». Además, considera a «Made in the USA» la respuesta a «Party in the U.S.A.» de Miley Cyrus. Por esto, comentó que «Our love was made in the USA [...] suena ridículo, pero [el sencillo] puede ser la canción más grande del año porque es esa esencia de "Party in the U.S.A.».

## Composición
«Made in the USA» es una canción pop rock y country, compuesta por Jonas Jeberg, Demi Lovato, Corey Chorus, Jason Evigan y Blair Perkins, y producida por Jebergd. Según una partitura publicada en Music Notes.com por BMG Rights Management, se encuentra en un tempo moderadamente lento, con 88 pulsaciones por minuto. Está interpretada en la tonalidad de la bemol mayor y el registro vocal de la intérprete se extiende desde la nota mi♭3 hasta la la♭5. Para la instrumentación, Corky James tocó el banjo y la guitarra y Kyle Moorman se encargó de la ingeniería. En una entrevista con Good Morning America, Lovato declaró que «Made in the USA» trata sobre «enamorarse en el mejor país de siempre». Además, dijo que «el significado especial detrás de la canción, es sobre encontrar el amor en los Estados Unidos de América. "Made in the USA" es más que una calcomanía en un paquete. Es amor». Por otro lado, los críticos tuvieron diferentes opiniones acerca del mensaje del tema. Julia Maciel de Highland News dijo que «en el estribillo, Lovato celebra su romance cantando que su amor fue hecho en los Estados Unidos». Adam H. Rolz de Plugged In dijo que la cantante «alaba las maneras caballerosas de un pretendiente» en los versos «You run around opening doors like a gentleman, tell me every day you're my everything» («correteas abriendo puertas como un caballero, me dices cada día que eres mi todo».  Por otro lado, recibió comparaciones con «Party in the U.S.A» de Miley Cyrus. 

## Lanzamiento
El 6 de mayo de 2013, días antes del lanzamiento del disco, Lovato publicó en su cuenta de YouTube un vídeo con el audio de «Made in the USA». El siguiente mes, Billboard reportó que la canción sería lanzada como el segundo sencillo del álbum el 27 de junio. No obstante, la disquera cambió la fecha y lo publicó hasta el 17 de julio como sencillo en CD y en la radio mainstream. Por otro lado, lo lanzó en iTunes el 27 de septiembre. La versión de iTunes incluye una remezcla hecha por Manhattan Clique Dub, el tema «I Hate You, Don't Leave Me»,  y un vídeo de la presentación de la cantante en Londres.

## Recepción

### Comentarios de los críticos
«Made in the USA» recibió comentarios positivos por parte de los críticos, y la compararon con «Party in the U.S.A.» de Miley Cyrus. Carl Williot de Idolator la llamó «brillante y bailable». Chelsea Lewis de The Celebrity Cafe dijo que «es pegajosa pero la letra deja algo que desear». Ammy Sciarretto de Artistdirect la llamó «un himno de verano producido impecablemente».
 Por su parte, Tamsyn Wilce de Alther the Press! dijo que «"Made in the USA y "Without the Love" hacen su parte rellenado el álbum con canciones agradables». Melinda Newman de Hit Fix dijo que la canción «suena como "Already Gone" de Kelly Clarkson con un bombo muy pesado». Stephen Thomas Erlewine de Allmusic la nombró una de las mejores del disco, pero dijo que «copia a "Party in the U.S.A." de Miley Cyrus». Devin Alessio de Seventeen la llamó «veraniega y ultra patriótica». La revista Billboard la ubicó en su lista de las «veinte canciones asombrosas sobre América». Jody Rosen de Rolling Stone la llamó «un himno patriótico injustificado». Julia Maciel de Highlander News dijo que «esta canción es más infantil de lo que imaginé, suena como si podría ser cantada por una niña de la escuela secundaria en lugar de una adulta [...] Lovato no menciona nada significante acerca de los Estados Unidos de América que podría relacionarse con la importancia de su amor». Melissa Maerz de Entertainment Weekly la nombró una de las mejores canciones de Demi. Carolyn Menyes de Mstars News dijo que era «una canción de amor ligera». Hollywire criticó la letra de la canción, ya que «la única referencia de algo hecho en los Estados Unidos es el estribillo y el verso "Our love runs deep like a Chevy"».

### Comercial
«Made in the USA» tuvo una recepción comercial menor. En la semana del 3 de agosto de 2013, entró en la posición veinticinco de la lista Streaming songs y en la ochenta en el Billboard Hot 100. Sin embargo, la siguiente semana salió de ambas listas. Tres semanas después, volvió a entrar en el Billboard Hot 100 en el puesto ochenta y nueve. En el Pop Songs, alcanzó la posición cuarenta, en la que se mantuvo por dos semanas consecutivas. En el Digital Songs, llegó hasta el puesto cuarenta y cinco. Además, entró en las listas de otros países de Europa. En la Región Flamenca de Bélgica, entró en el puesto número sesenta y nueve del Ultratip, y semanas después, alcanzó la posición número diecisiete. En Eslovaquia, llegó a la posición sesenta y dos en la lista Slovakia Radio Top 100. Además, en Irlanda, alcanzó el puesto cincuenta en el Irish Singles Chart y en el Reino Unido llegó al número ochenta y nueve en UK Singles Chart. En el Líbano, alcanzó la posición veinte en el Lebanese Top 20. En Latinoamérica, específicamente en Ecuador, llegó al puesto 35 de la lista de las 100 mejores canciones del 2013 en Radio Disney.

## Promoción

### Presentaciones en vivo
La cantante interpretó en vivo «Made in the USA» en varias ocasiones. La presentó por primera vez en el concierto Wango Tango el 10 de mayo de 2013. El 24 de junio, la cantó en un show en Londres, patrocinado por VEVO. Días después, la presentó en el programa Good Morning America. El 11 de agosto, la interpretó en los Teen Choice Awards de 2013. En la presentación, Nick Jonas tocó la batería.

## Posicionamiento en listas
Hasta agosto de 2013, la canción vendió 96 971 copias digitales en los Estados Unidos.
| País              | Lista                        | Mejor posición |
| ----------------- | ---------------------------- | -------------- |
| Bélgica (Flandes) | Ultratip 100                 | 17             |
| Eslovaquia        | Slovakia Radio Top 100       | 62             |
| Estados Unidos    | Billboard Hot 100            | 80             |
| Estados Unidos    | Digital Songs                | 45             |
| Estados Unidos    | Pop Songs                    | 40             |
| Irlanda           | Irish Singles Chart          | 50             |
| Líbano            | The Official Lebanese Top 20 | 20             |
| Reino Unido       | UK Singles Chart             | 89             |

## Publicaciones
| País           | Fecha             | Formato                | Discográfica      |
| -------------- | ----------------- | ---------------------- | ----------------- |
| Estados Unidos | 17 de julio, 2013 | Contemporary hit radio | Hollywood Records |